# One Mississippi (serie televisiva)
One Mississippi è una serie televisiva statunitense creata da Tig Notaro e Diablo Cody per Amazon. La serie è ispirata alla vita della scrittrice comica Tig Notaro. Ha debuttato con l'episodio pilota il 5 novembre 2015, mentre i restanti episodi sono stati pubblicati tutti il 9 settembre 2016 su Prime Video
In Italia, la serie viene pubblicata dal 17 marzo 2017 da Prime Video. Il 18 gennaio 2018 Amazon ha cancellato la serie.

## Trama
Tig, che soffre di cancro al seno, torna nella sua città natale dopo la morte di sua madre, affronta la propria mortalità, intraprendendo un viaggio doloroso ma allo stesso tempo molto divertente che espone verità scomode alla sua famiglia.

## Personaggi e interpreti

### Principali
- Tig Bavaro, interpretata da Tig Notaro
- Remy, interpretato da Noah Harpster
- Bill, interpretato da John Rothman

### Ricorrenti
- Caroline, interpretata da Rya Kihlstedt
- Brooke, interpretata da Casey Wilson
- Kate, interpretata da Stephanie Allynne
- Felicia Hollingsworth, interpretata da Sheryl Lee Ralph
- Frank Hollingsworth, interpretato da Steven Williams
- Desiree, interpretata da Carly Jibson
- Mellie Saint-Clair, interpretata da Beth Grant
- Beulah Lancaster, interpretato da Carol Mansell
- Jack Hoffman, interpretato da Timm Sharp

## Episodi
| Stagione         | Episodi | Prima TV USA | Prima TV Italia |
| ---------------- | ------- | ------------ | --------------- |
| Prima stagione   | 6       | 2015-2016    | 2017            |
| Seconda stagione | 6       | 2017         | 2017            |